# Armodorum siamense
Armodorum siamense är en orkidéart som beskrevs av Rudolf Schlechter. Armodorum siamense ingår i släktet Armodorum och familjen orkidéer. Inga underarter finns listade i Catalogue of Life.